# 普萊恩菲爾德 (麻薩諸塞州)
普萊恩菲爾德（英語：Plainfield）是一個位於美國麻薩諸塞州漢普夏縣的鎮。

## 人口
根據2020年美國人口普查的數據，普萊恩菲爾德的面積為55.10平方千米，當中陸地面積為54.50平方千米，而水域面積為0.60平方千米。當地共有人口633人，而人口密度為每平方千米11人。